# Radioaktiv (Raumschiff Enterprise – Das nächste Jahrhundert)
Radioaktiv (Originaltitel: Thine Own Self) ist die 16. Folge der siebenten Staffel der US-amerikanischen Science-Fiction-Fernsehserie Raumschiff Enterprise – Das nächste Jahrhundert. Sie wurde in den Vereinigten Staaten über Syndication vermarktet und erstmals am 14. Februar 1994 auf verschiedenen Fernsehsendern ausgestrahlt. In Deutschland war sie zum ersten Mal am 13. Juli 1994 in einer synchronisierten Fassung auf Sat.1 zu sehen.

## Handlung
Im Jahr 2370 bei Sternzeit 47611.2 kehrt Schiffsberaterin Deanna Troi von einem Klassentreffen auf die Enterprise zurück. Sie ist verwundert, dass Schiffsärztin Beverly Crusher während der Nachtschicht das Kommando übernommen hat. Crusher erklärt, dass sie hin und wieder eine Herausforderung sucht. Das Gespräch weckt in Troi den Wunsch, es ihr gleichzutun und ebenfalls ein Trainingsprogramm für Brückenoffiziere zu durchlaufen.
Währenddessen unternimmt der zweite Offizier, der Android Data, eine Mission auf dem Planeten Barkon IV. Dort ist eine Sonde der Föderation abgestürzt, die gefährliches radioaktives Material enthält. Um die einheimische Bevölkerung zu schützen, die sich etwa auf dem Entwicklungsstand der frühen Neuzeit befindet, soll Data die Trümmer bergen. Crusher will ihn informieren, dass die Enterprise ihn aufgrund eines weiteren Auftrags einige Tage später als geplant abholen wird. Die Nachricht erreicht ihn jedoch nicht, denn irgendetwas ist schiefgelaufen. Verwirrt und mit zerschlissener Kleidung betritt Data ein barkonianisches Dorf. Ein Mann namens Garvin und seine Tochter Gia sprechen ihn an. Sie stellen fest, dass er sich nicht daran erinnern kann, wie er heißt. Er weiß noch, dass er aus den weit entfernten Bergen gekommen ist, aber nicht, was er dort gemacht hat. Er trägt einen Behälter mit sich, auf dem er das Wort „Radioaktiv“ lesen kann, aber er weiß nicht, was es bedeutet. Garvin und Gia nehmen Data in ihrem Haus auf und geben ihm vorläufig den Namen Jayden. Die Wissenschaftlerin und Lehrerin Talur hält ihn aufgrund seiner weißen Hautfarbe für einen Eismann. Garvin findet das fremdartige Metall in Datas Behälter interessant und um an etwas Geld zu kommen, verkaufen er und Data einen Teil davon an den Schmied Skoran. Plötzlich ereignet sich ein Unfall, bei dem ein Amboss umfällt und das Bein von Skorans Lehrling einklemmt. Zum Erstaunen aller Anwesenden hebt Data den Amboss mühelos hoch. Beim Abendessen in Garvins Haus vermutet Talur, diese enorme Stärke sei eine natürliche Eigenschaft der Eismänner, die sich in den Bergen gegen wilde Tiere wehren müssten. Data ist skeptisch, denn Talur nimmt die Existenz solcher Tiere für gegeben hin, obwohl niemand sie mit eigenen Augen gesehen hat. Auf einmal verspürt Garvin ein starkes Unwohlsein und begibt sich an die frische Luft.
Auf der Enterprise bittet Troi den ersten Offizier Will Riker, mit ihr das Trainingsprogramm für Brückenoffiziere durchzuführen. Er stimmt zu und sie muss auf dem Holodeck eine Simulation durchlaufen, in der das Schiff durch einen Bruch der Isolation der Antimateriekammer in höchste Gefahr geraten ist. Troi muss schnelle Entscheidungen treffen, doch es gelingt ihr nicht, die Zerstörung des Schiffs zu verhindern.
Data verfolgt Talurs Schulunterricht, ist aber erneut skeptisch, da ein System ähnlich der Vier-Elemente-Lehre vermittelt wird und ihr Erkenntnisgewinn lediglich auf einfachen Analogieschlüssen statt auf empirischen Beobachtungen beruht. Dann hört er, wie Garvin mit Skoran streitet, der für Datas Metall plötzlich weniger bezahlen will als ursprünglich vereinbart. Während des Streits bricht Garvin zusammen und muss nach Hause gebracht werden. Seine Gesundheit verschlechtert sich immer mehr. Ihm fallen Haare aus und er bekommt hohes Fieber. Talur ist ratlos, da sie die Symptome keiner Krankheit zuordnen kann. Als Gia und Data Medikamente einkaufen wollen, kommt der wütende Skoran mit einigen anderen Leuten auf ihn zu. Er berichtet, dass weitere Personen erkrankt sind, und gibt Data die Schuld. Data macht sich umgehend daran, die Ursache der Krankheit zu ergründen. Er konstruiert ein Mikroskop und untersucht Hautproben von Garvin und der inzwischen ebenfalls erkrankten Gia. Data schließt nicht aus, dass er für die Krankheit verantwortlich ist, doch er hat Zweifel, da Talur nicht erkrankt ist, obwohl er viel Zeit mit ihr verbracht hat. Schließlich bemerkt er, dass Gia eine neue Kette trägt, die Skoran aus Datas Metall gefertigt hat. Da wird ihm klar, dass dieses Metall für die Erkrankungen verantwortlich sein muss. Er tränkt ein Leinentuch mit einer Flüssigkeit, die in Lampen verwendet wird. Ebenso wie Kerzenlicht bringt das Metall das Tuch daraufhin zum Lumineszieren. Damit ist bewiesen, dass das Metall eine unsichtbare Strahlung abgibt. Data bittet Talur, alle verkauften Metallstücke wieder einzusammeln und in seinem Behälter zu verstauen. Data will derweil nach einem Heilmittel suchen.
Troi wiederholt das Holodeck-Szenario zweimal, hat aber keinen Erfolg. Sie studiert intensiv die technischen Spezifikationen der Enterprise, um sich auf einen weiteren Test vorzubereiten. Riker entscheidet allerdings, dass er sie nicht für einen erneuten Test zulassen will. Er meint, er hielte sie einfach nicht für geeignet für den Brückendienst. Da er in erster Linie dem Schiff gegenüber verpflichtet wäre, könne er es sich nicht leisten, es einem unqualifizierten Offizier zu überlassen. Diese Worte bringen Troi ins Grübeln und sie startet die Simulation auf eigene Faust neu. Sie fragt darin Chefingenieur La Forge, ob der Schaden an der Antimateriekammer repariert werden kann. Er bestätigt, dass dies möglich ist, doch der betroffene Bereich ist radioaktiv verseucht und er würde die Reparatur daher nicht überleben. Um das Schiff zu retten, befiehlt Troi La Forge schließlich, die Reparatur durchzuführen. Damit hat sie die Prüfung bestanden, denn Riker ging es darum, zu testen, ob sie in der Lage sei, jemanden in den Tod zu schicken. Troi wird zum Commander befördert und erhält die Befähigung, ein Raumschiff zu kommandieren.
Skoran und einige andere Dorfbewohner dringen in Garvins Haus ein und greifen Data an. Bei einem Hieb mit einer Hacke wird ein großes Stück Haut an der Seite seines Kopfes abgerissen und die darunter liegenden Schaltkreise werden sichtbar. Skoran und die anderen ergreifen entsetzt die Flucht, denn sie haben keine Ahnung, was Data eigentlich ist. Auch Data ist verwirrt. Garvin und Gia verlieren allerdings nicht ihr Vertrauen zu ihm und er kann seine Arbeit an einem Heilmittel fortsetzen. Als es ihm schließlich gelingt, Gia und Garvin zu kurieren, sucht er nach einem Weg, das Mittel in größeren Mengen an die Dorfbewohner zu verteilen. Da Skoran die Dorfbewohner gegen ihn aufgewiegelt hat, muss dies heimlich geschehen. Data will das Mittel daher in den Brunnen schütten, der die einzige Trinkwasserquelle des Dorfes darstellt. Als er sich nachts an die Arbeit macht, wird er von Skoran und einem wütenden Mob überrascht. Es gelingt ihm gerade noch, das Heilmittel in den Brunnen zu schütten, als Skoran ihm eine Eisenstange in den Rücken stößt. Skoran wird von einer Energieentladung getroffen und Data sinkt bewusstlos zu Boden.
Einige Zeit später betreten Riker und Dr. Crusher als Barkonianer verkleidet das Dorf. Sie erkundigen sich nach ihrem Freund Data und Gia führt sie zu einem frischen Grab. Sie berichtet, dass er eine Heilung für ihre Krankheit gefunden hat, aber dennoch von den Dorfbewohnern getötet wurde, denn sie hatten Angst vor ihm, weil er anders war. Sein seltsames Metall wurde im Wald vergraben. Das Metall und der bestattete Data werden heimlich auf die Enterprise gebeamt. Dort wird er reaktiviert und kann sich wieder daran erinnern, wer er ist. Er weiß noch, dass es beim Überspielen der Aufzeichnungen der abgestürzten Sonde zu einem Energieabfall gekommen war, der sein positronisches Gehirn überlastete. An seine weiteren Erlebnisse auf Barkon IV hat er jetzt leider keine Erinnerungen mehr.

## Verbindungen zu anderen Star-Trek-Produktionen
Radioaktiv nimmt Bezug auf mehrere frühere Star-Trek-Produktionen:
- Trois Wunsch, das Training für Brückenoffiziere zu durchlaufen, geht zurück auf ihre Überforderung bei einer unerwarteten Übernahme des Kommandos in Folge 5.05 (Katastrophe auf der Enterprise) aus dem Jahr 1991.
- Als Troi Riker fragt, ob die Holodeck-Simulation überhaupt lösbar ist, spielt sie damit offenbar auf den Kobayashi-Maru-Test an, der im Spielfilm Star Trek II: Der Zorn des Khan von 1982 eingeführt wurde und mit dem ermittelt werden soll, wie Offiziersanwärter auf eine ausweglose Situation reagieren.

Im Spielfilm Star Trek: Der erste Kontakt von 1996 erleidet Data eine sehr ähnliche Beschädigung am Gesicht wie in Radioaktiv.

## Produktion

### Drehbuch
Der Arbeitstitel der Folge lautete Jayden. Der letztlich gewählte Originaltitel Thine Own Self geht zurück auf einen Ausspruch von Polonius aus William Shakespeares Theaterstück Hamlet:

„This above all: to thine own self be true“

„Dies über alles: sei dir selber treu“

Data hatte diesen Satz in Folge 1.10 (Rikers Versuchung) zitiert.
Christopher Hattons grundlegende Idee für diese Folge war es, Data als eine Art von Frankensteins Monster auftreten zu lassen. Die konkrete Umsetzung orientierte sich dabei weniger an dem ursprünglichen Roman von Mary Shelley, sondern an der klassischen Verfilmung aus dem Jahr 1931. Als Nebenhandlung wurde die Gesichte um Trois Beförderung eingefügt, die ursprünglich als zweiter Handlungsstrang in Folge 7.02 (Indiskretionen) geplant war.

### Darsteller
Picard-Darsteller Patrick Stewart hat nur einen sehr kurzen Auftritt am Ende der Folge. Er war an mehreren Drehtagen verhindert, da er in London ein Ein-Mann-Theaterstück von Charles Dickens’ A Christmas Carol aufführte.
Michael G. Hagerty, Darsteller von Skoran, hatte zuvor bereits den Klingonen Larg in Folge 5.01 (Der Kampf um das klingonische Reich, Teil I) gespielt.

### Kulissen
Die Kulissen des barkonianischen Dorfs wurden in mehreren weiteren Folgen von Raumschiff Enterprise – Das nächste Jahrhundert und Star Trek: Deep Space Nine wiederverwendet.

## Rezeption
Die Folge wurde 1994 für einen Primetime Emmy Award in der Kategorie „Beste Einzelleistung in der künstlerischen Leitung für eine Serie“ nominiert.
Keith DeCandido bewertete Radioaktiv 2013 auf tor.com als eine durchschnittliche Folge von Raumschiff Enterprise – Das nächste Jahrhundert, die nicht besonders stark in Erinnerung bleibt. Die Frankenstein-Analogie von Datas Geschichte fand er grundsätzlich gut, aber darüber hinaus bot sie für ihn nicht viel Interessantes. Dass das radioaktive Material gefährlich ist, sei für die Zuschauer von Anfang an klar; Datas Beziehung zu Garvin und Gia wirke leblos und Skoran sei zu sehr ein Klischee-Bösewicht. Positiv stechen für DeCandido nur Datas Gespräche mit Talur hervor. Die Geschichte um Troi ist für DeCandido eine logische Fortsetzung von Katastrophe auf der Enterprise, aber letztlich ebenfalls etwas schwach umgesetzt.